# 古薩基 (津科夫區)
50°12′14″N 34°26′58″E / 50.20389°N 34.44944°E
古薩基（烏克蘭語：Гусаки），是烏克蘭中部的村莊，隸屬波爾塔瓦州的波爾塔瓦區。該村處於格倫河右岸，距離皮利片基1.5公里，面積0.35平方公里，海拔高度169米，2001年人口39。